# Fuerza del deseo
Fuerza del deseo (en portugués: Força de um desejo) fue una telenovela brasileña producida y emitida por TV Globo entre el 10 de mayo de 1999 y el 29 de enero de 2000. Fue protagonizada por Malu Mader, Cláudia Abreu, Fábio Assunção, Marcelo Serrado y la participación antagónica de Paulo Betti, Reginaldo Faria, Denise Del Vecchio, Yaçanã Martins, Isabel Fillardis, Lavínia Vlasak y la primera actriz Nathalia Timberg.

## Sinopsis
En el lejano 1860, Ester, muchacha de origen humilde, explorando su inteligencia y belleza sin igual, logró convertirse en propietaria del burdel más lujoso de Río de Janeiro donde nobles y millonarios llegaban en busca de momentos inolvidables. 
El destino de la joven cortesana comenzó a mudar cuando Ignacio dejó Villa de Sant'Anna, una próspera ciudad del interior, rumbo a la Corte, amargado con su padre, el poderoso Barón Henrique Sobral que en nombre de secretos del pasado maltrataba a Helena su madre. Desde el momento en que Ester e Ignacio se conocieron quedaron perdidamente apasionados. 
En el torbellino de alteraciones en el panorama político y económico de la época – el declino de los señores del ingenio y ascensión de los cafeteros, inicio del movimiento abolicionista y el surgimiento de la burguesía adinerada- Ester e Ignacio vivieron un romance conmocionado no solo por las artimañas del destino como por los villanos de la trama. Por una serie de confusiones, después de la muerte de Helena, Ester se casa con el Barón Henrique Sobral sin tener conocimiento que éste era el padre de su grande y único amor. Por otro lado, Sobral tampoco sabía que Ester era la ex cortesana dueña del corazón de su hijo mayor. Ester, Ignacio y el Barón Henrique Sobral son los personajes del principal triángulo amoroso de la novela.
El enredo fundamental de La Fuerza de un Deseo da lugar a otras historias, como la rivalidad entre el Barón Henrique Sobral e Higino Ventura un antiguo buhonero pobre que después de muchos años de ausencia vuelve a Villa Sant'Anna millonario y dispuesto a destruir al barón, el hombre que en el pasado, usando el poder del dinero, le arrebató a Helena, el único amor de su vida. También se ve la guerra íntima de Abelardo, obstinado en querer ser igual a Ignacio, su hermano mayor y su pasión por la bella Alice quien por su vez se interesa por Ignacio. 
Otros acontecimientos como rivalidades, traiciones, intrigas, la angustia de esclavos y misteriosos asesinatos también dan movimiento a la historia.

## Elenco
| Actor/Actriz             | Personaje                                           |
| ------------------------ | --------------------------------------------------- |
| Malu Mader               | Baronesa Ester Delamare Sobral                      |
| Fábio Assunção           | Ignácio Sobral                                      |
| Cláudia Abreu            | Olívia Xavier                                       |
| Selton Mello             | Abelardo Sobral                                     |
| Reginaldo Faria          | Barón Henrique Sobral                               |
| Paulo Betti              | Higino Ventura                                      |
| Sônia Braga              | Baronesa Helena Sobral                              |
| Nathalia Timberg         | Idalina Menezes de Albuquerque Silveira             |
| Louise Cardoso           | Guiomar Pereira da Silva                            |
| Cláudio Corrêa e Castro  | Leopoldo Silveira                                   |
| José Lewgoy              | Felício Cantuária                                   |
| Marcelo Serrado          | Mariano Xavier                                      |
| Isabel Fillardis         | Luzia                                               |
| Lavínia Vlasak           | Alice Ventura                                       |
| José de Abreu            | Pereira                                             |
| Giovanna Antonelli       | Violeta                                             |
| Carlos Eduardo Dolabella | Comendador Queiroz                                  |
| Nelson Dantas            | Dr. Xavier                                          |
| Júlia Feldens            | Juliana Xavier                                      |
| Daniel Dantas            | Bartolomeu Xavier                                   |
| Chico Díaz               | Clemente                                            |
| Chica Xavier             | Rosália                                             |
| Antônio Grassi           | Vitório                                             |
| Denise Del Vecchio       | Bárbara Ventura                                     |
| André Barros             | Trajano Cantuária                                   |
| Dira Paes                | Palmira de Souza                                    |
| Sérgio Menezes           | Jesus                                               |
| Luís Magnelli            | Gaspar                                              |
| Ana Carbatti             | Zulmira                                             |
| Alexandre Moreno         | Cristóvão                                           |
| Rosita Tomaz Lopes       | Fabíola Xavier                                      |
| Abrahão Farc             | Padre Olinto                                        |
| André Valli              | Lourival                                            |
| Ângelo Paes Leme         | Rodrigo (pretendiente de Alice)                     |
| Antônio Fragoso          | Isidoro                                             |
| Bruno Garcia             | Lauro (falso marido de Olívia)                      |
| Carlos Alberto           | juez                                                |
| Carlos Gregório          | Barcelos                                            |
| Carlos Machado           | Estácio                                             |
| Cláudio Mamberti         | Domingos de Castro Magalhães                        |
| Clemente Viscaíno        | Inspector Bustamante                                |
| Cosme dos Santos         | Quirino                                             |
| David Herman             | Stanley                                             |
| Dary Reis                | Albano                                              |
| Delma Silva              | Diva                                                |
| Elaine Mickely           | Hermínia Montez                                     |
| Eliana Guttman           | Laura (verdadera madre de Alice)                    |
| Élida Muniz              | Marta                                               |
| Fábio Sabag              | Breno Rangel                                        |
| Flávio Galvão            | Nereu                                               |
| Glória Portella          | Florinda                                            |
| Helder Agostini          | Manoel (falso hijo de Olívia)                       |
| Helena Fernandes         | Clara Toledo de Mendonça                            |
| Henrique César           | Marquês de Boaventura                               |
| Henrique Taxman          | Dr. Humberto (joven médico amigo de Mariano)        |
| Jayme Periard            | Padre Osvaldo                                       |
| José Augusto Branco      | Epaminondas (dueño de una confeitaria na corte)     |
| Júlio Braga              | sacristán                                           |
| Kadu Karneiro            | Pedro                                               |
| Lineu Dias               | Luciano (leiloeiro de esclavos)                     |
| Lucas Bonel              | Otavinho Ventura Sobral (bebê)                      |
| Luciana Azevedo          | Ivete                                               |
| Luiz Guilherme           | Carrazedo                                           |
| Marcelo Várzea           | Ubaldo                                              |
| Márcia Del Anillo        | Noêmia                                              |
| Marco Ricca              | Conde Pedro Afonso de Andrade Aguiar                |
| Mariana Ximenes          | Ângela                                              |
| Mário Lago               | Dr. Teodoro (falso médico adicto al juego)          |
| Murilo Rosa              | Eugênio (amigo de Inácio na Corte)                  |
| Neuza Amaral             | Anita (directora del hospital donde nació Alice)    |
| Nill Marcondes           | Zelito                                              |
| Otávio Augusto           | Dr. Eurico Navarro                                  |
| Otávio Müller            | Ferdinando (arrombador de cofres, amigo de Guiomar) |
| Othon Bastos             | promotor                                            |
| Paulo Reis               | Pastor (negrero)                                    |
| Raniere Gonzalez         | Reinaldo                                            |
| Ronnie Marruda           | Raimundo                                            |
| Samuel Mello             | Dário                                               |
| Sônia Siqueira           | Hortência                                           |
| Stepan Nercessian        | Ernani Corrêa                                       |
| Thereza Piffer           | Dora Tambellini (ex-señora y irmã de Olívia)        |
| Victor Fasano            | Nicolau Prado                                       |
| Vinícius Marques         | Valdir                                              |
| Viviane Victorette       | Clarissa (cortesana)                                |
| Xando Graça              | leiloeiro de esclavos                               |
| Yaçanã Martins           | Socorro                                             |

- Datos: Q1972776